# 猪俣甚弥
猪俣 甚弥（いのまた じんや、1916年（大正5年）4月30日 - ）は、日本の陸軍軍人。陸軍中野学校1期生で、ポツダム宣言受諾後の皇統護持作戦に参加し、「本丸」計画の責任者であった。最終階級は陸軍少佐。

## 生涯
福島県若松市（現会津若松市）に生まれる。1934年（昭和9年）会津中学を卒業し二高に進学したが、学費滞納で中退する。1937年（昭和12年）歩兵第29連隊に入隊し、翌年には歩兵学校で通信を専攻した。

### 中野学校
この1938年（昭和13年）7月には、秋草俊や岩畔豪雄らが中心になり陸軍中野学校の前身である後方勤務要員養成所が設立される。猪俣は騎兵学校の推薦で、養成所の入所試験に合格した。事前の知識としては情報関係の仕事である程度しかなく、入所後に長期海外勤務要員と知らされる。猪俣ら1期生は20名（卒業は18名）で、陸軍士官学校50期の待遇を受けた。猪俣は7月に少尉に任官している。養成所の教育は秘密諜報戦に応ずるものであったが、まず軍隊式動作が矯正された。夕方からは自由時間や外泊が許されるなど自発性が尊重され、教材としては日露戦争に際し欧州方面での工作活動を行った明石元二郎の復命書が重視された。なお猪俣らは偽名を作っているが、戸籍の抹消はされていない。

### 陸軍将校
猪俣は参謀本部附となり、1939年（昭和14年）11月関東軍司令部附としてハルピン特務機関に配属される。翌年参謀総長の閑院宮から訓令を受け欧州へ赴く。訓令の内容は「シベリア鉄道沿線の軍状調査、ドイツの対イギリス上陸時機、ドイツの占領地行政の状況調査」というものであった。この欧州派遣に際し、星機関を率いて滞欧していた秋草俊にも会っている。帰国後関東軍の第一野戦情報隊長に補され、ソ連に進入するスパイ訓練、国境突破、通信爆薬搬入、要人暗殺などの研究を行った。1943年（昭和18年）9月、中野学校の副官として帰国し、兵器行政本部登戸研究所勤務を経て、軍務局軍事課附として日本の敗戦を迎えた。

### 皇統護持作戦

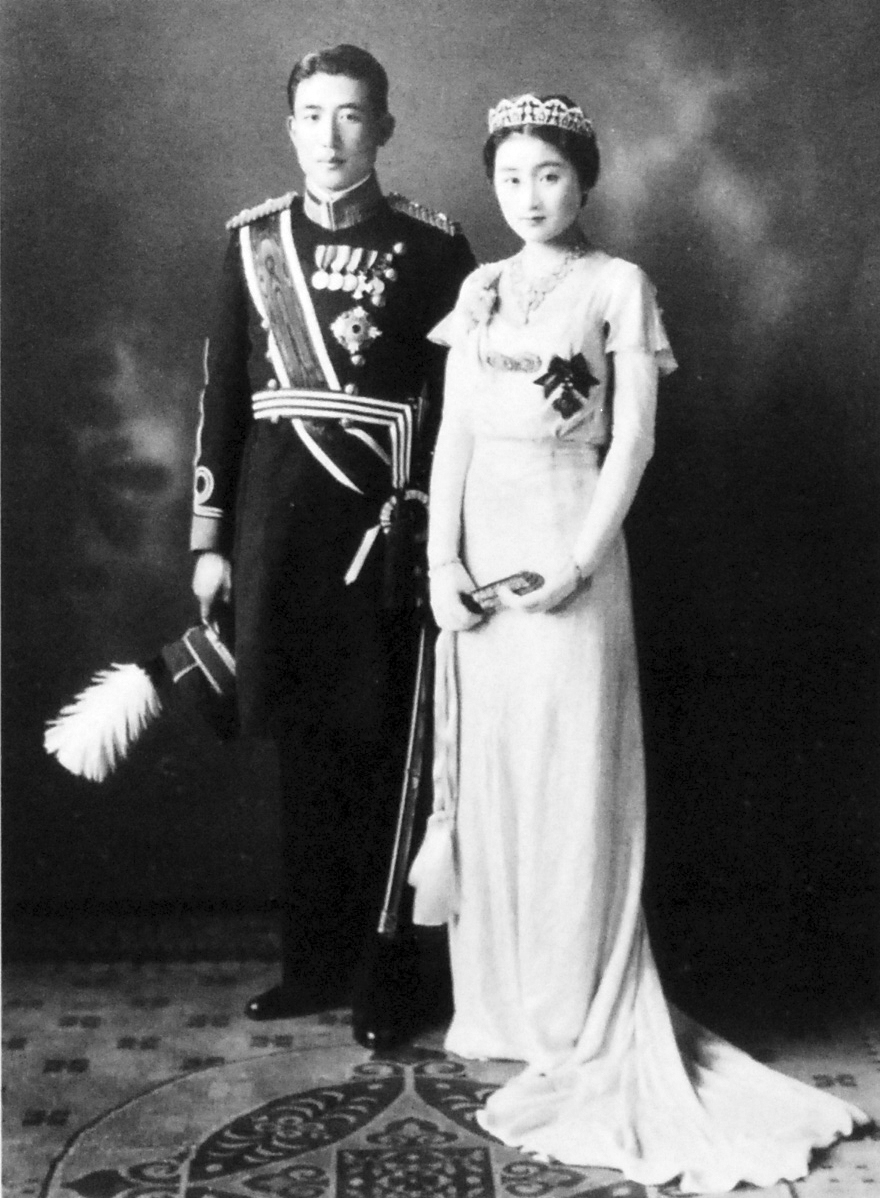
道久王の父永久王と母の祥子妃。この作戦は永久王の母房子内親王の同意を得て決定した。

ポツダム宣言受諾を前に、猪俣は他の中野学校出身者らと相談し、ある作戦を参謀本部へ持ち込んだ。それは中野学校出身者を中心に全国的な地下組織を編成し、天皇に最悪の事態が起きた場合にその報復を行い、国体護持を図るというものであった。猪俣は地下組織の東北地区責任者に就く予定であったが、同期生の久保田一郎少佐に引き抜かれ、皇統護持作戦に参加する。この作戦は当時8歳で、山梨県に疎開していた北白川宮道久王を匿い、万が一の事態が発生した場合天皇家の血筋を引く男子を守り抜くことが目的である。ところが準備段階で新たな要素が加わった。それはビルマの国家元首で、日本へ亡命していたバー・モウの潜伏を援助するというものであった。しかし猪俣はこのバー・モウ援助については反対の立場をとり、久保田と対立する。妥協案として猪俣が皇統護持作戦（本丸計画）の責任者となることなどが決まったが、猪俣の同意は表面的なものに留まった。猪俣はバー・モウ潜伏援助の巻き添えで道久王の潜伏が露見することを恐れ、内密に単独行動をとる。猪俣は広島市で道久王の架空の戸籍を取得し、またその潜伏先を確保した。
しかしGHQは昭和天皇の生命を脅かすことは無く、猪俣らは実際行動を起こすことは無かった。GHQは新潟県に潜伏していたバー・モウを逮捕し、また猪俣も新津市で逮捕される。猪俣は危険を知らされていたが、疥癬に冒され身動きが取れなかったのである。厳しい取調べが行われ、猪俣は死刑を覚悟したが半年後に釈放された。巣鴨プリズンで同室だったのは正力松太郎である。

### 戦後
郷里に戻った猪俣は、教育委員会事務局に勤務し、また会社役員を務め、会津若松市スポーツ少年団会長として後進の育成に携わっている。